# نقل بالقوى البشرية

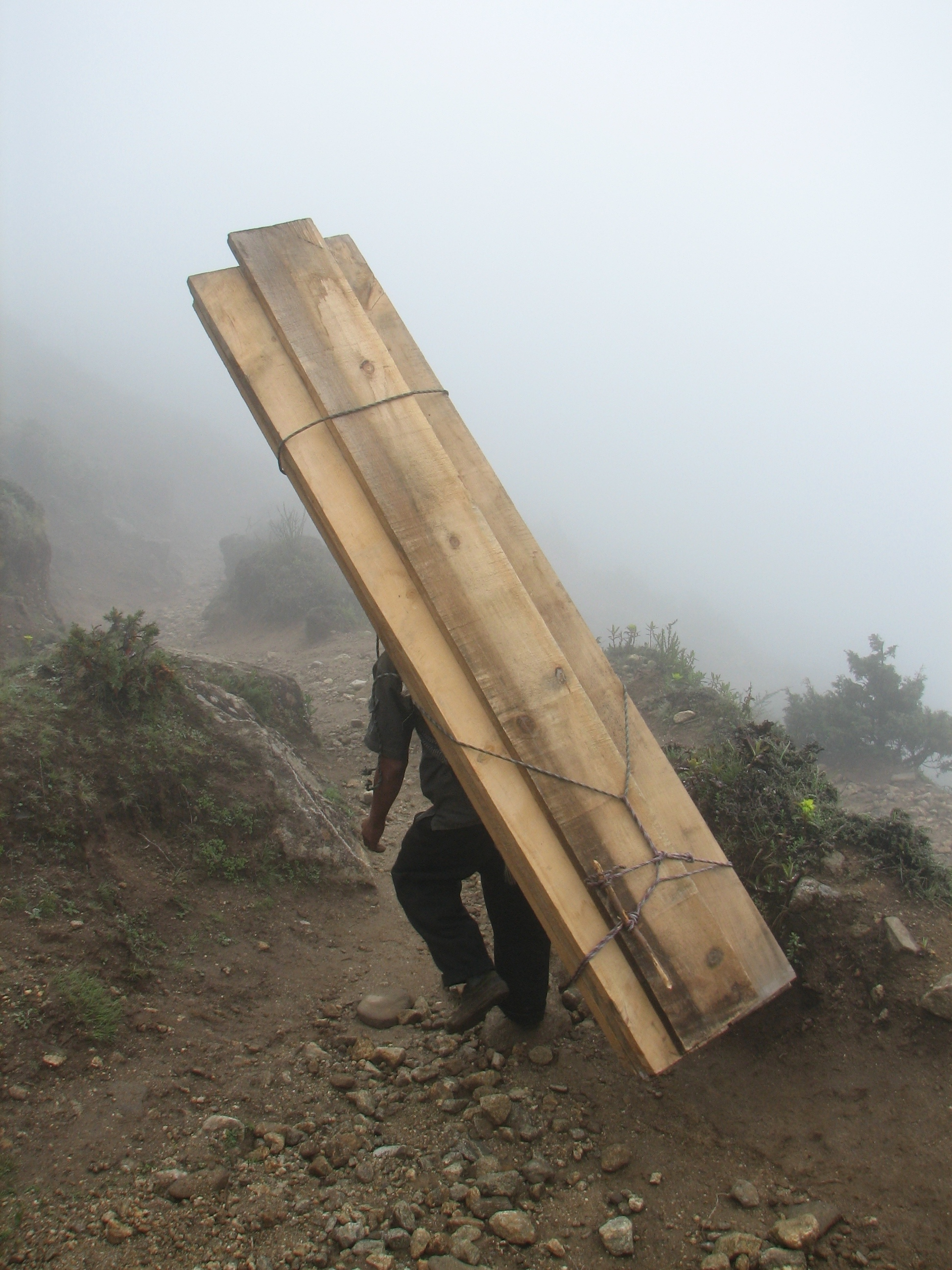
شخص يحمل الواح خشبية في جبل ايفرست

النقل بالقوى البشرية هي عملية نقل يقوم بها شخص أو اشخاص للبضائع باستخدام القوة البشرية للإنسان.، وقد وجدت وسائل النقل التي تعمل بالطاقة البشرية منذ الأزل في شكل السير الاقدام والسحب والحمل، التجديف في السفن. التكنولوجيا الحديثة سمحت بتسهيل وتوفير الوقت والجهد المبذول والمطلوب للنقل أو التحريك.

## وصلات خارجية
- السجلات سيارة تعمل بالطاقة البشرية
- تحدي سيارة تعمل بالطاقة البشرية - الجمعية الأمريكية للمهندسين الميكانيكيين

### الهواء
- الإنسان مجموعة طائرات تعمل بالطاقة - جامعة فرجينيا للتكنولوجيا
- المروحيات مدعوم الإنسان - التاريخ، والتكنولوجيا، والناس